# Bianco (Italia)
Bianco è un comune italiano di 4 284 abitanti della città metropolitana di Reggio Calabria in Calabria.

## Geografia fisica
Bianco è un centro posto sulla Costa dei Gelsomini, sulla fascia ionica della Città metropolitana di Reggio Calabria, ad est del capoluogo, e sorge sul litorale a 12 metri s.l.m., tra le foci delle fiumare Bonamico e Laverde. Il suo nome deriva dai calanchi, colline calcaree che circondano il centro abitato, le quali apparivano ai marinai come una macchia bianca sulla costa.

## Origini del nome
L'origine del nome deriva dal colore bianco del terreno argilloso tipico del paese calabrese, al quale i marinai attribuirono il nome "Bianco" poiché in lontananza, dal largo del mare, era ben riconoscibile, apparendo come una macchia bianca tra i territori dei comuni confinanti.

## Storia

### Le origini
L'origine di Bianco non ha una data certa: le prime attestazioni dell'esistenza dell'abitato risalgono alla fine del XI secolo, per poi farsi più concrete nei due secoli successivi. Infatti il nome del paese compare per la prima volta in una platea della contea di Sinopoli, datata 1194 ma con aggiunte del 1274 e una trascrizione effettuata nel 1335, dove è citata come Mocta Blanci: di conseguenza, l'abitato sorse come un borgo fortificato e provvisto mura. 

### Il dominio feudale
I primi feudatari di Bianco furono i Ruffo, che ne detennero il territorio con il titolo di barone fino al 1445, con l'ultima esponente, Enrichetta Ruffo, moglie di Antonio Centelles, il quale, ricevuti in eredità i feudi della moglie, fu privato di ogni titolo e privilegio da re Ferrante d'Aragona per la sua partecipazione ad una congiura nobiliare contro la monarchia. Tuttavia, dopo il perdono reale, nel 1462 Centelles riottenne i suoi feudi, che quattro anni dopo passarono al fratello Alfonso: nel 1466 però Bianco, insieme a Bovalino e a Bruzzano, ebbe dal sovrano il privilegio di diventare terra demaniale, ossia sottoposta all'autorità diretta della corona. Malgrado questo, nel 1496 Bianco venne nuovamente infeudata a Tommaso Marullo, conte di Condojanni, la cui famiglia detenne il possesso della Baronia di Bianco fino al 1588, quando, a causa dei debiti contratti, essa venne confiscata e messa in vendita per pagare i creditori del conte Giovanni Marullo. 
Il feudo bianchese fu acquistato nel 1589 da Fabrizio Carafa, principe di Roccella e marchese di Castelvetere, e rimase sotto la giurisdizione della sua famiglia fino al 1806, anno in cui venne decretata l'eversione della feudalità da re Giuseppe Bonaparte, messo sul trono da Napoleone Bonaparte dopo aver costretto all'esilio la dinastia borbonica. Durante la signoria dei Carafa, Bianco visse un periodo economico e sociale molto florido, specialmente per le attenzioni del principe Carlo Maria Carafa, un nobile illuminato che voleva ordinare e rilanciare l'attività socio-economiaca dei suoi possedimenti attraverso norme e regolamenti precisi. Quindi, dopo una visita nel 1674 effettuata per rendersi conto della situazione, il principe Carafa fece stampare nel 1692 un codice normativo (chiamato Ordini, Pandette e Costituzioni) valevole in tutte le sue terre, che regolava nel miglior modo possibile l'economia, l'amministrazione e la giustizia del paesi sottoposti alla sua autorità, senza trascurare l'aspetto religioso e la difesa costiera contro l'assalto dei pirati barbareschi. 
Per via della sua posizione geografica, Bianco divenne anche un importante snodo commerciale del luogo: la cittadina possedeva infatti un caricatoio di merci, da dove venivano imbarcati legname e pece nera, ricavati dalle foreste di Ferraina, sopra l'abitato dell'odierna Samo. Importante era anche l'allevamento dei cavalli, importati dal principe Carafa, detti "Regia Razza", poiché venivano venduti anche alle scuderie reali di Napoli, tanto che lo stemma comunale di Bianco ha come simbolo un cavallo bianco al galoppo.
Bianco fu raso al suolo in seguito al terremoto del 1783, che provocò anche la morte di 36 abitanti; dell'abitato originario oggi rimangono alcuni resti a pochi chilometri dal nuovo paese, edificato in prossimità della costa e ribattezzato Bianco Novo, dove si trasferì gran parte della popolazione.

### L'autonomia amministrativa
Durante la dominazione francese sul Mezzogiorno d'Italia, il Regno di Napoli subì una riforma amministrativa importante: il territorio fu suddiviso in Distretti, retti da un Intendete, a loro volta suddivisi in circondari, a loro volta ripartiti in Comuni e villaggi: in quest'ottica, Bianco divenne sede del circondario omonimo (comprendente anche San Luca, Samo, Caraffa del Bianco e Casignana), facente parte del più ampio Distretto di Gerace: tale ripartizione amministrativa fu mantenuta anche dopo la Restaurazione borbonica a Napoli nel 1816. Nel Distretto, nell'autunno del 1847, scoppiò una rivolta patriottica, inquadrata nella rivolta mazziniana di Reggio Calabria dello stesso anno: tra i promotori spiccò Domenico Salvadori, originario di Bianco, uno dei cosiddetti "Cinque Martiri di Gerace" (oltre a Salvadori, vi erano Rocco Verduci, Gaetano Ruffo, Michele Bello e Pietro Mazzone). I rivoluzionari occuparono i paesi di Bianco, Bovalino e Caraffa del Bianco, bruciarono gli stemmi reali, distrussero le carte della polizia borbonica ed emanarono un proclama, con cui si abolivano il divieto di attingere acqua di mare (allora usata come medicamento) e il dazio governativo, oltre a dimezzare il costo del sale e dei tabacchi. La rivolta tuttavia fu bene presto stroncata dall'intervento dell'esercito borbonico e dallo scarso seguito popolare: i cinque promotori del moto rivoluzionario, incluso Domenico Salvadori, vennero catturati, processati e condannati a morte per fucilazione a Gerace il 2 ottobre 1847. 

### L'unificazione italiana
Dopo l'Unità d'Italia, la suddivisione amministrativa del nuovo Stato cambiò di poco: i Distretti vennero aboliti e sostituiti dai Circondari, governati dai sottoprefetti, a loro volta suddivisi in Mandamenti, dentro i quali si trovavano i Comuni: Bianco divenne quindi sede del Mandamento omonimo, che comprendeva anche Samo, Caraffa, San Luca, Casignana e Sant'Agata del Bianco. Il paese venne coinvolto nella repressione del brigantaggio postunitario da parte delle truppe sabaude: nel settembre del 1861, infatti, il generale De Gori, al comando di una compagnia di Guardie Nazionali e di un reggimento di bersaglieri, fece bruciare il convento del Crocefisso di Bianco e fucilare un monaco, in quanto il priore aveva dato ospitalità a José Borjès, un generale spagnolo messosi al servizio dei Borbone e sbarcato in Calabria con lo scopo di riunire le bande brigantesche in un unico esercito e tentare la riconquista dei territori dell'ex-Regno di Napoli.
Successivamente, la costruzione della ferrovia tra Reggio Calabria e Taranto, iniziata nel 1865 e terminata dieci anni dopo (il tratto tra Bianco e Roccella Ionica, lungo 36 km, fu inaugurato il 1° febbraio 1871), contribuì ad accrescere l'importanza dell'abitato posto sulla marina a discapito del borgo medievale. 
Nel 1908, in seguito al disastroso terremoto di Messina che aveva devastato anche Reggio Calabria e i paesi della costa calabrese ionica, l'antico borgo di Bianco fu definitivamente abbandonato e i suoi abitanti si trasferirono alla marina. Negli anni Venti del XX secolo, anche a Bianco si fecero sentire le proteste delle leghe contadine per la ripartizione dei grandi latifondi agli ex-combattenti, secondo quanto disposto dal Decreto Visocchi del 1919; il paese fu successivamente sede del più consistente Fascio del Circondario di Gerace, che arrivò a contare 250 membri. Infine, durante il referendum istituzionale tra Monarchia e Repubblica del 2 giugno 1946, la popolazione di Bianco votò in massa per la Monarchia, che ottenne 1414 voti, contro gli 803 suffragi espressi per la forma repubblicana.

## Monumenti e luoghi d'interesse
- Il Santuario della Madonna di Pugliano, che, durante il periodo bizantino, fu un'abbazia legata alla Badia di Polsi: l'edificio originario, distrutto nel XII secolo e ricostruito poto tempo dopo, venne notevolmente danneggiato dal terremoto del 1783. Con il trasferimento dell'abitato di Bianco nel luogo attuale, fu edificato il nuovo edificio di culto. Oggi il Santuario è il nucleo dei festeggiamenti in onore della Madonna omonima, che si svolgono dal 13 al 15 agosto: durante i tre giorni di festa si svolgono numerose processioni, nelle quali il quadro raffigurante la santa patrona viene portato sul mare in notturna, nel Duomo e nel santuario.

- Il convento di Santa Maria della Vittoria, i cui ruderi sono posti della frazione di Pardesca, era un monastero maschile retto dai Padri Zoccolanti di San Francesco d'Assisi, composto da una chiesa, un chiostro e un dormitorio. La chiesa era formata da una navata coperta da un tetto ligneo dipinto, mentre l'interno era ornato con l'altare maggiore, provvisto di tabernacolo e di una cornice lignea intagliata che ospitava il quadro della Vergine; il dormitorio, invece, poteva ospitare 12 ecclesiastici[15].

- La Chiesa di Santa Maria del Soccorso, che sorgeva anch'essa nella frazione di Pardesca e della quale oggi restano i ruderi, era costituita da una navata con due altari e da un campanile con due campane. Qui vi si celebrava, nel giorno dell'Ascensione di Nostro Signore Gesù Cristo, una messa in onore dei Santa Maria del Soccorso[16].

## Società

### Evoluzione demografica
Abitanti censiti

### Tradizioni e folclore
Il clou dell'estate bianchese è la festa patronale che, nella sua espressione laica, dura per tutti i primi quindici giorni di agosto con varie manifestazioni che si intensificano via via per culminare il 15 agosto, nella festa religiosa in onore della Madonna di Pugliano accompagnata da uno spettacolo pirotecnico che, nella notte tra il 15 ed il 16 agosto, riempie la spiaggia del paese con una folla di migliaia di persone provenienti da tutta la provincia. Il 13 Agosto dopo la novena si celebra la prima processione che si snoda sulla parte bassa del paese per poi giungere sulla spiaggia dove l’effige viene da posta su una barca accompagnata da altre barche. Il 14 mattina alle ore 09:15 il Sindaco e l’amministrazione comunale si recano al Duomo per prendere il sacerdote ed insieme scendono verso il santuario, alle ore 09:30 ha avvio la seconda processione che si snoda nella parte centrale del paese per poi raggiungere il Duomo. Il 15 mattina dopo il solenne pontificale si svolge la terza processione nella parte alta del paese. La sera alle 21:00 si svolge la “scesa” che attira ogni anno migliaia di persone,la processione viene accompagnata per tutta la durata dai fuochi d’artificio e alla fine al santuario si svolge la corsa della vara.
Religione
La religione più diffusa è quella cattolica di rito romano. La città fa parte della Diocesi di Locri-Gerace e della vicaria Sud. Il territorio comunale attualmente appartiene a due parrocchie intitolate una a "Tutti i Santi" l'altra a "Santa Maria del Soccorso".Sempre in ambito del cattolicesimo è presente a Bianco una comunità maschile della Compagnia di Maria

### Istruzione
A seguito del Piano di Razionalizzazione della Rete Scolastica nel Comune sussiste una istituzione scolastica, l'Istituto comprensivo "M. Macrì".

### Banda
Da anni esiste il Complesso Bandistico "Città di Bianco", del quale fanno parte vari giovani di Bianco e dei paesi limitrofi, diretto dal M. Pasquale Lucà, fondatore anche dell'"Istituto Civico Musicale G. Verdi", convenzionato con il Conservatorio "Francesco Cilea" di Reggio Calabria

## Madonna di Pugliano
Secondo un’antica tradizione il quadro della Madonna conservato nel santuario di Bianco, portato dalla marea, sarebbe giunto sulle nostre spiagge dall’Oriente; secondo il canonico Oppedisano, invece, l’immagine, scampata alla distruzione da parte dell’imperatore d’Oriente, Leone III Isaurico, l’iconoclasta, sarebbe stata portata  “a loro speciale devozione”  al tempo dei Normanni, da alcune famiglie pugliesi che, venute nella nostra zona per allevare i cavalli dello stato, hanno dato,  poi,  origine a alla frazione Pardesca.
Il culto verso tale immagine si diffonde specialmente nella vecchia Bianco, nella cui chiesa essa viene collocata su un ricchissimo altare e venerata dai fedeli con grande devozione. Se e quando essa è stata trasferita nel monastero di Bianco oppure se nel monastero stesso, secondo un’ipotesi avanzata dal Tedesco, si venerasse già un’immagine consimile, non ci è dato saperlo perché la tradizione, al riguardo, è alquanto confusa. Si conserva,  però, tutt’oggi, nella chiesa di Tutti i Santi di Bianco, un quadro rilevato dal santuario e che l’Oppedisano definisce: “un antichissimo pregevole quadro, figura bizantina, cinquecentesca, scampato ad un incendio; deprezzato dal tempo, fu restaurato da mano imperita, perdendo l’antico valore”. Esso, in occasione di un secondo restauro, ci ha rivelato un particolare sorprendente: accanto all’immagine della Madonna è affiorata parte di una figura maschile, precedentemente dipinta. Gli studiosi spiegano il fatto con la consuetudine dell’epoca di dipingere nuove figure su tele già dipinte. Non sappiamo se la processione, anticamente, si svolgesse con questo quadro, ma possiamo affermare che, per più di un secolo, precisamente fino al 1969, si portava l’immagine dipinta, nel 1838, dall’artista G. Cavaleri da Grotteria, a cui fece da modella, per il volto della Madonna, una bella nobildonna grotterese, certa Diana de Lupis.
Nel 1969, purtroppo, quest’opera viene trafugata e sostituita con una consimile dipinta dal nostro concittadino prof. A. Bonfà.  Dopo qualche tempo il dipinto del Cavaleri, pur se in pessime condizioni, viene ritrovato;  ma, ahimè!   qualche anno dopo, viene nuovamente trafugato e, questa volta,  unitamente a quello del Bonfà, il quale ne dipinge un altro che è quello che oggi i fedeli di Bianco e di Pardesca venerano e portano in processione.

## Economia
Nell'economia di Bianco gioca un ruolo centrale l'agricoltura, con produzione di uva zibibbo, ortaggi, grano e agrumi, in particolar modo bergamotti, fichi ed olive; altri voci importanti sono l'allevamento (bovini e ovini) e la pesca, mentre settori di nicchia sono la produzione artigianale delle coperte e quella enologica (Greco di Bianco). Il turismo è in forte ascesa, anche per via dell'ottenimento, nel 2002, della Bandiera Blu per il mare pulito, assegnata più volte al comune calabrese, fatto che attira ogni anno un numero di turisti elevato in proporzione al numero di residenti, e che costituisce una risorsa economica importante.

### Enologia
Tra i prodotti tipici locali spicca il pregiato vino Greco di Bianco, che si produce tra i comuni di Bianco e di Casignana, considerato una vera gemma enologica: infatti il passito Greco di Bianco d.o.c. viene considerato dagli intenditori uno dei più antichi d'Italia, tanto che il primo tralcio della sua vite sarebbe arrivato in Calabria già nel VII secolo a.C. Tra le sue proprietà uniche spiccano il colore, a metà tra l'oro antico e l'ambra, e il profumo unico, amaro e aromatico, come la zagara ed il bergamotto.

## Infrastrutture e trasporti

### Strade
Bianco è attraversata dalla Strada statale 106 Jonica; inoltre dal paese costiero si dirama la SP 69, che lo mette in comunicazione con i piccoli comuni dell'entroterra aspromontano.

### Ferrovie
Il paese calabrese è collegato alla Ferrovia Jonica dalla Stazione di Bianco.

## Amministrazione
| Periodo           | Periodo           | Primo cittadino     | Partito                         | Carica                    | Note          |
| ----------------- | ----------------- | ------------------- | ------------------------------- | ------------------------- | ------------- |
| 9 luglio 1985     | 31 maggio 1990    | Antonino Parisi     | Democrazia Cristiana            | Sindaco                   | [ 19 ]        |
| 31 maggio 1990    | 24 aprile 1995    | Cosimo Marafioti    | Partito Socialista Italiano     | Sindaco                   | [ 20 ]        |
| 24 aprile 1995    | 14 giugno 1999    | Antonio Scordino    | Lista civica di centro-sinistra | Sindaco                   | [ 21 ]        |
| 14 giugno 1999    | 6 ottobre 2003    | Antonio Scordino    | Lista civica di centro-sinistra | Sindaco                   | [ 22 ] [ 23 ] |
| 6 ottobre 2003    | 14 giugno 2004    | Maria Adelaide Maio |                                 | Commissario straordinario | [ 24 ]        |
| 15 giugno 2004    | 8 giugno 2009     | Cosimo Marafioti    | Lista civica                    | Sindaco                   | [ 25 ]        |
| 8 giugno 2009     | 13 novembre 2009  | Pasquale Cavallaro  | Lista civica                    | Sindaco                   | [ 27 ] [ 28 ] |
| 13 novembre 2009  | 28 dicembre 2009  | Salvatore Fortuna   |                                 | Commissario prefettizio   | [ 29 ]        |
| 28 dicembre 2009  | 30 marzo 2010     | Salvatore Fortuna   |                                 | Commissario straordinario | [ 30 ]        |
| 30 marzo 2010     | 1 giugno 2015     | Antonio Scordino    | Lista civica                    | Sindaco                   | [ 32 ]        |
| 1 giugno 2015     | 22 settembre 2020 | Aldo Canturi        | Lista civica                    | Sindaco                   | [ 34 ]        |
| 22 settembre 2020 | 11 agosto 2021    | Aldo Canturi        | Lista civica                    | Sindaco                   | [ 35 ] [ 36 ] |
| 11 agosto 2021    | 16 maggio 2023    | Francesco Campolo   |                                 | Commissario prefettizio   | [ 37 ]        |
| 16 maggio 2023    | in carica         | Giovanni Versace    | Lista civica                    | Sindaco                   | [ 39 ] [ 40 ] |

## Sport

### Calcio
La principale squadra di calcio della città è l'A.C.D Bianco, nata nel 1921, che milita nel girone B del campionato di promozione calabrese. I colori sociali sono il bianco e l'azzurro.